# Skei/Surnadalsøra
Skei/Surnadalsøra is een plaats in de Noorse gemeente Surnadal, provincie Møre og Romsdal. Skei/Surnadalsøra telt 2234 inwoners (2007) en heeft een oppervlakte van 2,6 km².